# Asocjacjonizm
Asocjacjonizm (psychologia asocjacjonistyczna, asocjacyjna, atomistyczna) – zapoczątkowany w XIX wieku w filozofii angielskiej. 
Najważniejszą tezą psychologii asocjacjonistycznej jest to, że wszystkie złożone akty psychiczne (spostrzeganie, uczenie się, przypominanie, akty woli, uczucia) tworzą się poprzez asocjację (kojarzenie) z wrażeń, podobnie jak cząsteczki z atomów (dlatego psychologię asocjacjonistyczną zwano też atomistyczną). W asocjacjonizmie powstawanie asocjacji jest głównym mechanizmem życia psychicznego.
Zagadnieniem tym interesował się już Arystoteles, ale jako twórcę tej psychologii podaje się Hartleya, który usystematyzował prawo kojarzeń.  Zasadę tę przyjmował m.in. Wilhelm Wundt - twórca psychologii eksperymentalnej. Inni wybitni przedstawiciele tej psychologii to m.in.: John Stuart Mill, Johann Friedrich Herbart i Herbert Spencer. 
Od końca XIX w. do początku XX w. asocjacjonizm stopniowo tracił na popularności. Ważną modyfikację teorii spowodowała nauka o odruchach warunkowych, która wykazała, że odruchów tych nie da się wytłumaczyć na zasadzie samego tylko współwystępowania zjawisk. Powrócił dopiero w nowej formie – koneksjonizmu w latach 50. XX wieku.
Teoria ta spotkała się z krytyką ze strony psychologii postaci a następnie psychologii funkcjonalnej oraz operacjonizmu.
Atomizm psychologiczny to koncepcja, według której psychika składa się z najprostszych, nierozkładalnych elementów - wrażeń, aktów woli, uczuć, myśli.